# داني بوي (أغنية)
«داني بوي» هي أغنية من تأليف الشاعر والمحامي الإنجليزي فريدريك ويذرلي، والذي وضعها على اللحن الأيرلندي القديم «لندنديري أير». وهي ترتبط ارتباطا وثيقا بالجاليات الأيرلندية.

## التاريخ
كتبت الأغنية في البداية على لحن آخر غير «لندنديري أير»، وهي من تأليف المحامي والشاعر الإنجليزي فريدريك ويذرلي في مدينة باث في سومرست في عام 1910. قامت كنّته الأيرلندية المولد مارغريت (المعروفة باسم جيس) في الولايات المتحدة بإرسال نسخة من «لندنديري أير» إليه في عام 1913 (تقول حكاية أخرى أنها غنت له الأغنية في عام 1912 بكلمات مختلفة). عدل ويذرلي كلمات «داني بوي» لتناسب قافية ولحن «لندنديري أير».
أعطى ويذرلي الأغنية للمغنية إيلسي غريفين، والتي جعلتها إحدى أنجح الأغاني وأكثرها شعبية في بداية القرن الجديد؛ وفي عام 1915، أنتجت إرنستين شومان-هاينك أول تسجيل لأغنية «داني بوي».
ينسب الفضل لامرأة تدعى جين روس من مدينة ليمافادي في أيرلندا الشمالية لجمعها لحن «لندنديري أير» في منتصف القرن التاسع عشر من بعد أن سمعتها من أحد العازفين.

## كلمات الأغنية
| الكلمات الأصلية بالإنجليزية | الكلمات بالترجمة العربية |
| --- | --- |
| Oh, Danny boy, the pipes, the pipes are calling From glen to glen, and down the mountain side. The summer's gone, and all the roses falling, It's you, it's you must go and I must bide. But come ye back when summer's in the meadow, Or when the valley's hushed and white with snow, And I'll be here in sunshine or in shadow,— Oh Danny boy, Oh Danny Boy, I love you so! But when ye come, and all the flowers are dying, And I am dead, as dead I well may be, Ye'll come and find the place where I am lying, And kneel and say an "Avé" there for me; And I shall hear, though soft you tread above me, And all my grave will warmer, sweeter be, For you will bend and tell me that you love me, and I shall sleep in peace until you come to me! | أيها الفتى داني، المزامير تنادي من واد إلى واد، وإلى سفح الجبل. رحل الصيف، وتساقطت جميع الورود، عليك أن تذهب وعليّ أنا أن أبقى. ولكن عُد مرة أخرى عندما يعود الصيف في المروج، أو عندما يتغطى الوادي بالثلج الأبيض، وسأكون هنا تحت الشمس أو الظلال، - أيها الفتى داني، أنا أحبك! ولكن إن أتيت، عندما تموت كل الزهور، وأكون أنا ميتا، ستجد المكان الذي أستلقي فيه، فاركع وألق صلاة السلام عليّ. وسأسمع خطواتك، رغم أنك ستمشي بهدوء فوقي، سيصبح قبري دافئا وجميلا، ذلك أنك ستنحني وتقول أنك تحبني، وسأرقد في سلام حتى تأتي لي. |

## المعنى
هناك نظريات مختلفة حول المعنى الحقيقي لأغنية «داني بوي». وقد فسر البعض الأغنية على أنها رسالة من والد إلى ابنه الذي ذهب إلى حرب أو انتفاضة (كما يُفهم من الإشارة إلى الجملة «المزامير تنادي من وادي إلى وادي») أو ترك البلاد ضمن الشتات الأيرلندي. 
شملت نسخة من الأغنية تعود لعام 1918 كلمات بديلة هي «إيلي عزيزي» أو Eily Dear، مع تعليمات تقول «عندما تغنى الأغنية من قبل رجل، ينبغي استخدام الكلمات بالخط المائل؛ حيث أن «داني بوي» يتم غناؤها من قبل امرأة فقط». مع ذلك فليس من الواضح ما إذا كان هذا هو مقصد ويذرلي. في الواقع، فقد تم غناؤها من قبل عديد مشاهير المغنين الذكور، بما في ذلك ماريو لانزا، بينغ كروسبي، آندي ويليامز، جوني كاش، إلفيس بريسلي، شين ماكجوان، جاكي ويلسون، دانيال أودونيل، هاري بيلافونتي، توم جونز، جون غاري، جاكوب كولير وهاري كونيك الابن. وغيرهم العديدين. كلهم غنوا الكلمات الأصلية.

## الاستخدام
- تعتبر أغنية «داني بوي» نشيدا غير رسمي للجاليات الأيرلندية، وبالأخص في أمريكا وكندا.[8]
- الأغنية شعبية في الجنازات بين الجاليات الأيرلندية. ولكن ملاءمتها للجنازات هو موضع خلاف أحيانا.[9] ذكر ويذرلي نفسه في عام 1928 أن المقطع الثاني من الأغنية يمثل ترتيلة مناسبة للممثلة إلين تيري.
- تم استخدام الأغنية لتمثل أيرلندا الشمالية في بداية حفل افتتاح أولمبياد لندن عام 2012، حيث غنتها جوقة أطفال على ممر العمالقة.
- في 13 أبريل 2013، أصدرت فرقة الفتيات الكورية الجنوبية غيرلز جينيريشن ألبوم جولة حفلاتها في آسيا عام 2011. غنت الفرقة الأغنية على القرص الثاني، في المسار السابع.[10]

## أهم التسجيلات
تم تسجيل أغنية «داني بوي» عدة مرات من قبل مجموعة متنوعة من الفنانين. يتم هنا سرد أبرز الإصدارات بترتيب زمني.
| السنة | الفنان                   | الألبوم                                | ملاحظات |
| ----- | ------------------------ | -------------------------------------- | --- |
| 1940  | جودي غارلند              | أغاني فيلم "ليتل نيلي كيلي"            | غنت غارلاند الأغنية أيضا في حفلاتها في أيرلندا واسكتلندا وكما غنتها في أول ظهور لها على مسرح نيويورك بالاس عام 1951                                              |
| 1940  | أوركسترا غلين ميلر       | إصدار منفرد فقط                        | وصلت للمرتبة 17 على مجلة بيلبورد؛ تم توزيعها من قبل غلين ميلر وعازف البيانو تشامي ماكغريغور                                                                      |
| 1945  | بينغ كروسبي              | ميري كريسماس                           | وزعت مع أغنية I'll Be Home for Christmas في إصدارها الأصلي |
| 1950  | آل هيبلر                 | إصدار منفرد فقط                        | وصلت للمرتبة التاسعة على قائمة أغاني الآر أند بي |
| 1959  | كونواي تويتي             | ساترداي نايت                           | وصلت للمركز العاشر على قائمة بيلبورد هوت 100 والمركز 18 على قائمة أغاني الآر أند بي وتصدرت قائمة هيت باريد في إيطاليا تم منع نسخته في بريطانيا من قبل البي بي سي |
| 1961  | جيم ريفز                 | تول تيلز أند شورت تيمبرز               | أصدرت في البداية كوجه ثاني لأغنية "ذا بليزارد". غنى ريفز الأغنية في جولته في أيرلندا وأدخلت في ألبوم أفضل أعماله                                                 |
| 1961  | آندي ويليامز             | داني بوي أند أوذر سونغز آي لوف تو سينغ | وصلت للمركز 15 على قائمة أدولت كونتيمبوراري والمركز 64 على قائمة بيلبورد هوت 100                                                                                 |
| 1964  | باتي لابيل وفريق بلوبيلز | سويتهارتس أوف ذا أبولو                 | وصلت للمركز 76 على قائمة بيلبورد 100 |
| 1965  | جوني كاش                 | أورانج بلوسوم سبيشال                   | أصدرها مجددا عام 2002 ضمن سلسلة ألبومات أميريكان، حيث أصدرت في ألبوم أميريكان 4: ذا مان كامز أراوند                                                              |
| 1965  | جاكي ويلسون              | إصدار منفرد فقط                        | وصلت للمركز 94 على قائمة بيلبورد هوت 100 والمركز 25 على قائمة أغاني الآر أند بي                                                                                  |
| 1967  | راي برايس                | داني بوي                               | وصلت للمركز 60 على قائمة بيلبورد هوت 100 والمركز التاسع على قائمة أغاني الكانتري                                                                                 |
| 2013  | غيرلز جينيريشن           | 2011 غيرلز جينيريشن تور                | القرص الثاني، المسار السابع – تم غناؤها من قبل خمسة أعضاء: تاي يون، تيفاني، سوهيون، جيسيكا، سوني                                                                 |

## وصلات خارجية
- The Legend and History of the Song Danny Boy
- Danny Boy 1913 sheet music from جامعة ديوك Libraries